# Peter Mander
Peter Garth Mander (Christchurch, 4 de julio de 1928-Christchurch, 21 de junio de 1998) fue un deportista neozelandés que compitió en vela en la clase 12 m2 Sharpie. Participó en dos Juegos Olímpicos de Verano en los años 1956 y 1964, obteniendo una medalla de oro en Melbourne 1956 en la clase 12 m2 Sharpie.

## Palmarés internacional
| Juegos Olímpicos | Juegos Olímpicos      | Juegos Olímpicos | Juegos Olímpicos |
| Año              | Lugar                 | Medalla          | Clase            |
| ---------------- | --------------------- | ---------------- | ---------------- |
| 1956             | Melbourne (Australia) | Medalla de oro   | 12 m2 Sharpie    |